# Коливил (Тексас)
Коливил (енгл. Colleyville) град је у америчкој савезној држави Тексас. По попису становништва из 2010. у њему је живело 22.807 становника.

## Демографија
Према попису становништва из 2010. у граду је живело 22.807 становника, што је 3.171 (16,1%) становника више него 2000. године.
| Група             | 2000.          | 2010.          |
| Белци             | 17.814 (90,7%) | 19.365 (84,9%) |
| Афроамериканци    | 257 (1,3%)     | 450 (2,0%)     |
| Азијати           | 619 (3,2%)     | 1.351 (5,9%)   |
| Хиспаноамериканци | 634 (3,2%)     | 1.168 (5,1%)   |
| Укупно            | 19.636         | 22.807         |